# جامعة يحيى فارس-المدية

## نــبــذة تــاريـخـيـة

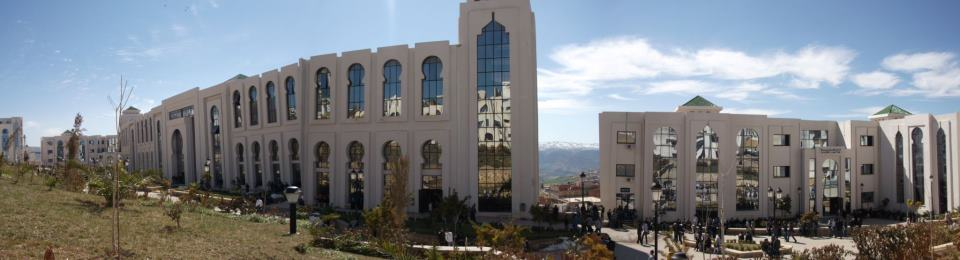
جامعة الدكتور يحيى فارس

انطلق التعليم العالي بالمدية خلال السنة الجامعية 1988/1989 بموجب المرسوم رقم "48 /89 " المؤرخ في 11/04 / 1989 م بالهياكل الإدارية التي احتضنت المعهد الوطني للتعليم العالي في الالكتروتقني عندما كان معهدا تكنولوجيا تابعا لإكمالية «الفرابي» من أجل توفير التعليم العالي في الشعب التالية:
- جذع مشترك تكنولوجيا.
- تكوين في المدى القصير في الإلكترو تقني.

في شهر جويلية من سنة 2000 وبمقتضى المرسوم رقم 198 /2000 المؤرخ في 25/07/2000 رقي المعهد الوطني للتعليم العالي إلى مركز جامعي فقد ازداد تطورا حيث عرف المركز فتح أربعة معاهد:
- معهد العلوم والتكنولوجيا.
- معهد العلوم الاقتصادية والتجارية وعلوم التسيير.
- معهد العلوم القانونية والإدارية.
- معهد الآداب واللغات.

وقد تم ترقية [[المركز الجامعي يحي فارس إلى جامعة بمقتضى المرسوم التنفيذي رقم09/11 المؤرخ في 07 محرم 1430 هـ الموافق لـ: 4 جانفي 2009
فيما حددت كليات الجامعة حسب نفس المرسوم كما يأتي: 
- كلية الآداب واللغات والعلوم الاجتماعية والإنسانية.
- كلية العلوم الاقتصادية والعلوم التجارية وعلوم التسيير.
- كلية الحقوق.
- كلية العلوم والتكنولوجيا.[3]

## الهيكل التنظيمي لجامعة المدية

المخطط الهيكلي للجامعة

## عروض نظام الـ ل م د

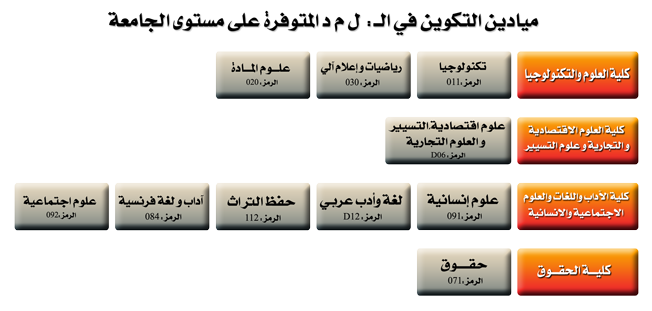
عروض ل م د L M D

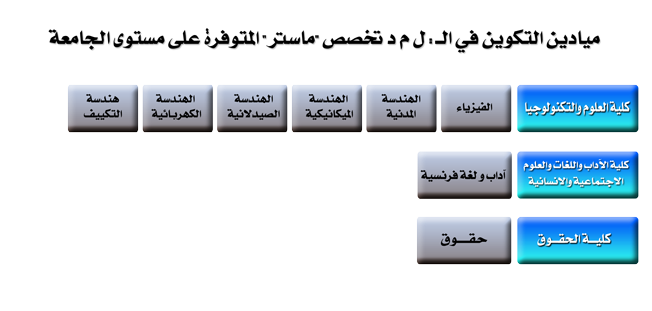
عروض ل م د ماستر